# Должиков, Юрий Николаевич
Юрий Николаевич Должиков (21 ноября 1932, Москва — 22 октября 2005, Москва) — российский и советский флейтист, музыкальный педагог, профессор Московской консерватории, композитор, Заслуженный деятель искусств РСФСР (1984).

## Биография
Родился в г. Москве в семье музыкантов. Отец — Николай Яковлевич Должиков (1907—1943) — окончил Московскую консерваторию по классу флейты В. Н. Цыбина, был артистом оркестра Московской филармонии (1935—1941); мать — Должикова (Попова) Татьяна Александровна (1907—1986) — пианистка.
В 1953 г. окончил Музыкальное училище при Московской консерватории (класс Д. Г. Харкеевича). Тогда же поступил в Московскую консерваторию (класс Н. И. Платонова). В 1975 г. стажировался в Национальной Парижской консерватории у профессора Ж.-П. Рампаля, у него же окончил летнюю Международную академию в Ницце.
В 1957—1967 гг. артист оркестра Драматического театра имени А. С. Пушкина. В 1960—1963 гг. работал в Первом Московском областном музыкальном училище, г. Коломна. С 1963 г. преподаватель и заведующий отделением духовых инструментов Центральной музыкальной школы при Московской консерватории. С 1964 г. преподавал на кафедре духовых и ударных инструментов Московской консерватории, с 1985 г. — профессор. С 1992 г. также преподавал в Музыкальном училище при Московской консерватории. Автор методики игры на флейте. Похоронен в Москве на Ваганьковском кладбище.

## Творческая деятельность
Автор музыкальных сочинений: «Детская сюита» для флейты и фортепиано (1998); «Миниатюры» для флейты и фортепиано (М., 2000). Автор учебно-методических трудов и статей, а также редактор-составитель множества сборников произведений для флейты (в том числе: «Хрестоматии педагогического репертуара для флейты в 3 частях»). Составитель 10 сборников, в том числе «Избранные пьесы для флейты соло», «Произведения зарубежных композиторов XIX века» и другие; а также учебных программ для Средних специальных музыкальных школ и музыкальных вузов.

## Избранные публикации
Н. И. Платонов // Мастера игры на духовых инструментах Московской консерватории. М., 1979
Техника дыхания флейтиста // Вопросы музыкальной педагогики. Вып. 4. М., 1983
Артикуляция и штрихи при игре на флейте // Вопросы музыкальной педагогики. Вып. 10. М., 1991

## Участие в жюри конкурсов
Член жюри Международных конкурсов во Франции (Париж, 1971, 1980, 1983), Германии (Мюнхен, 1979), Венгрии (Будапешт, 1980), России (Москва, 1994), член жюри всесоюзных конкурсов (1979, 1983, 1987, 1991).

## Ученики
Воспитал свыше 80 учеников, многие из которых лауреаты Международных конкурсов, солисты ведущих оркестров России и зарубежья, заслуженные и народные артисты РСФСР и Российской Федерации, доценты и профессора Московской консерватории и других средних и высших музыкальных учебных заведений. В числе его учеников: , Олег Худяков, Евгений Брокмиллер, Игорь Котов, Василий Большеротов, Сергей Бубнов, Денис Буряков, Марина Ворожцова, Элла Должикова, Александр Голышев, Ивушейкова Ольга, Леонид Лебедев, Максим Рубцов, Светлана Митряйкина и другие.

## Фильмы о Должикове Ю.Н
«На уроках профессора Ю. Н. Должикова» (1986, Центрнаучфильм)
«Мастер-классы педагогов Московской консерватории. Юрий Николаевич Должиков (флейта)» (2002, Московская консерватория)